# Monumento a Biagio Camagna

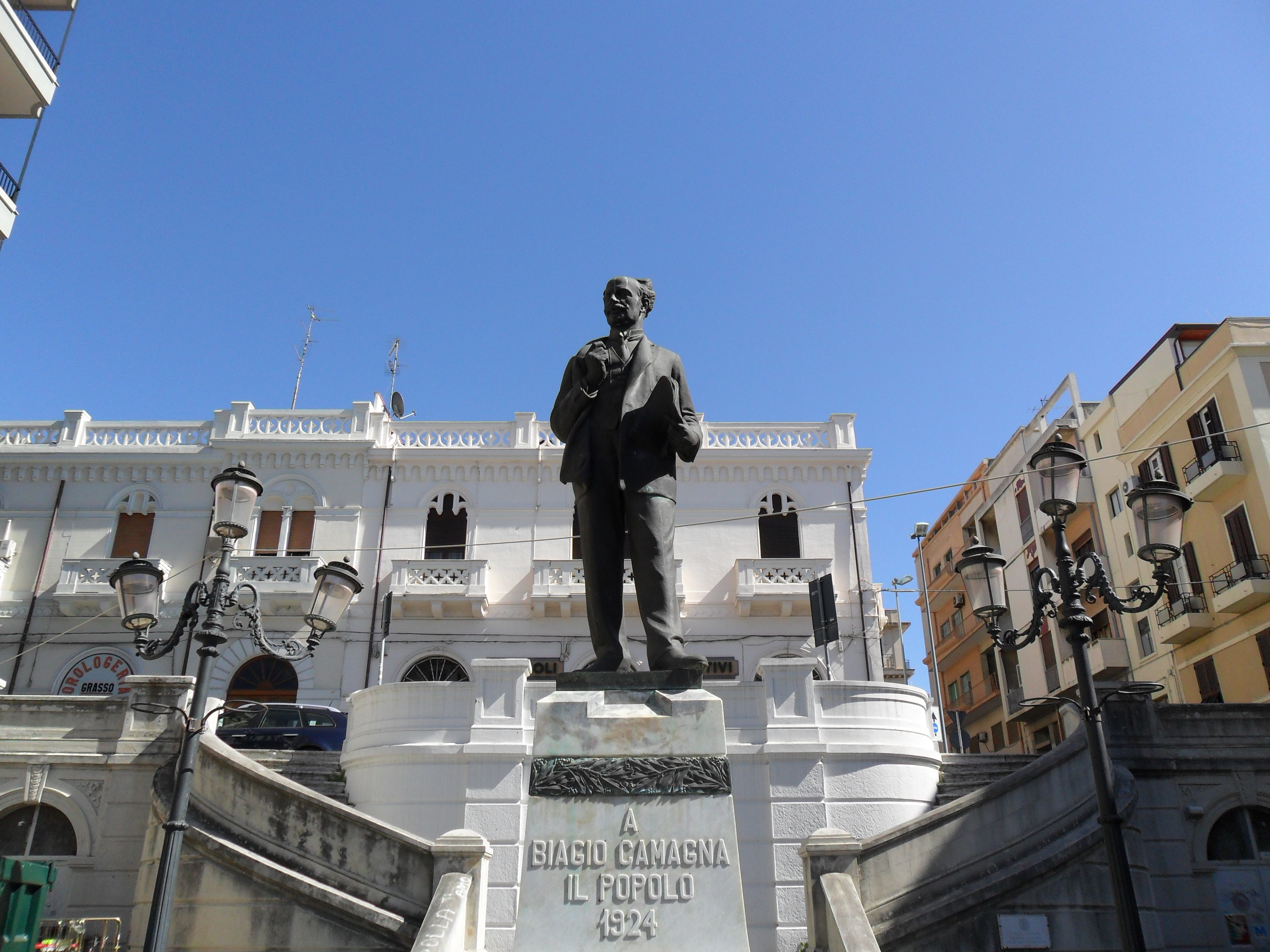
Il monumento a Biagio Camagna nell'omonima piazza al centro di Reggio.

Il monumento a Biagio Camagna, sorge nell'omonima piazza di Reggio Calabria.
Il monumento, eretto il 30 agosto 1925 con un'importante sottoscrizione popolare, è costituito da una statua bronzea, realizzata nel 1924 da Domenico Pellegrino, la quale poggia su un doppio basamento in marmo bianco.
L'opera commemorativa venne commissionata nel 1925, dal generale  Nicola D'Avanza, nella veste di commissario del Comune di Reggio Calabria, per ricordare l'insigne giurista, uomo politico vicino al popolo e grande oratore. Dunque ne fu affidata l'esecuzione al noto scultore reggino  Domenico Pellegrino. Una delibera comunale autorizzava quindi la collocazione del manufatto a  piazza Prato, ribattezzata "piazza Camagna" per accogliere degnamente l'opera scultorea.
Il monumento ritrae il  Camagna in uno storico atteggiamento forense assunto davanti al  tribunale militare di Guerra a Napoli il 3 giugno 1919, in difesa di alcuni marinai reggini ingiustamente accusati di reato.

## Una statua nella storia di due piazze
Il 14 ottobre 1967 il Comune di Reggio Calabria con provvedimento della Giunta Municipale n. 3437, approva la perizia relativa ai lavori di trasferimento del  monumento a  Biagio Camagna dall'omonima piazza a piazza Castello.
(Gazzetta del Sud, 15 novembre 1968)
Passati 30 anni, dopo una petizione denominata “Un posto per Camagna”. per il ritorno della statua nella sua sede originaria ad opera del Circolo culturale "L'Agorà" e sostenuta da un migliaio di cittadini e sottoposta insieme al progetto di massima all'attenzione dell'Amministrazione Comunale nonché al presidente della I Circoscrizione Centro Storico ed alla Sovrintendenza ai Beni Architettonici Sovrintendenza della Calabria sezione di Reggio Calabria il 23 febbraio 1999, la III Commissione Consiliare del Comune di Reggio con nota n. 18/99 esprime parere favorevole a maggioranza:
Così, dopo alcune proposte alternative riguardo alla collocazione di eventuali ulteriori monumenti nella piazza, circa un decennio dopo viene deciso di riportare il  monumento a  Biagio Camagna nella sua sede originaria, in occasione dei lavori di ristrutturazione della piazza stessa iniziati nel 2007.